# Yamina Bachir
Yamina Bachir (Argel, Argelia francesa, 20 de marzo de 1954-Argel, 3 de abril de 2022) fue una directora de cine argelina y guionista. Su película Rachida fue mostrada en la sección de Consideración Segura en el Festival de cine de Canes en 2002.

## Carrera y vida personal
Estudió en la Escuela Nacional de Cine y TV donde cursó edición. Era conocida por su trabajo Rachida tomándole cinco años para producirla. Rachida ha sido la película argelina mostrada para el premio de Certain Regard.
Bachir estaba casada con su colega director argelino Mohammed Chouikh. Tenía un hijo y tres hijas.

## Filmografía
- Sandstorm (1982)
- Rachida (2002)